# Lim Chi Jung
Lim Chi-jung (임치정, 林蚩正, né le 26 septembre 1880 et mort le 9 janvier 1932, est un militant indépendantiste coréen.

## Biographie
Né dans le Pyongannam-do, il émigre en 1903 à Hawaï puis à San Francisco où il rencontre Ahn Chang-ho, un autre militant indépendantiste, et fonde le journal Gong-lib Shinbo.
À la suite du traité d'Eulsa et à l'occupation de la péninsule coréenne par le Japon, il retourne en Corée en 1907 et participe à la création de la Sinminhoe (l'association du nouveau peuple), un groupement qui s'organise pour lutter contre l'influence japonaise. Il est impliqué dans l'affaire des 105 puis soutient le soulèvement du 1er Mars en 1919. Pour propager ses idées, Lim crée un journal en 1923, le Shidae-ilbo qui est fermé en 1928. Il sombre alors dans l'alcoolisme et meurt d'une hémorragie cérébrale le 9 janvier 1932 à Séoul.

## Liens
- (ko) Lim Chi Jung,  Naver.